# Lajedo do Tabocal
Lajedo do Tabocal är en kommun i Brasilien.   Den ligger i delstaten Bahia, i den östra delen av landet, 900 km öster om huvudstaden Brasília. Antalet invånare är 8 305.
Omgivningarna runt Lajedo do Tabocal är huvudsakligen savann. Runt Lajedo do Tabocal är det ganska glesbefolkat, med 45 invånare per kvadratkilometer.